# Nihil est in intellectu quod non sit prius in sensu
Nihil est in intellectu quod non sit prius in sensu est une thèse philosophique latine, qui signifie « Rien n'est dans l'intellect qui ne soit d'abord dans le sens ». Il existe une variante, Nihil est in intellectu quod non prius fuerit in sensu, qui utilise le passé : « Rien n'est dans l'intellect qui n'ait d'abord été dans les sens ». Elle est particulièrement utilisée par les scolastiques aristotéliciens et péripatéticiens, ainsi que par les empiristes, en un sens différent toutefois.

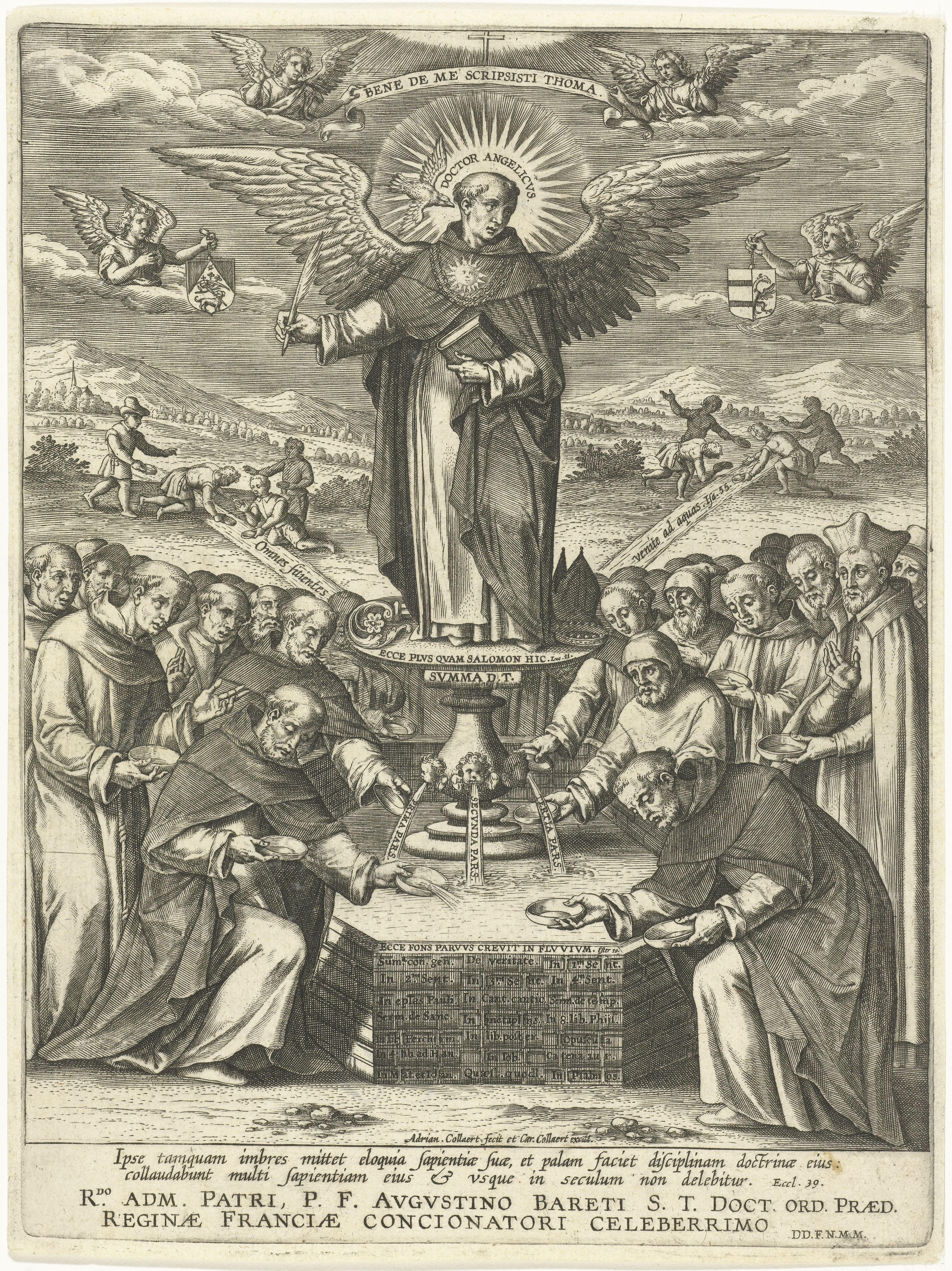
L'œuvre intitulée "Verheerlijking van de Heilige Thomas van Aquino" (La Glorification de Saint Thomas d'Aquin) a été réalisée par l'artiste Adriaen Collaert (1570–1618). Elle fait partie de la collection du Rijksmuseum. Cette oeuvre représente le théologien et scholastique aristotélicien, Thomas d'Aquin.

L'adage se trouve sous cette forme dans l'ouvrage Quaestiones disputatae De veritate de Thomas d'Aquin et tire son nom de l'école péripatétique fondée par Aristote à laquelle on a attribué la paternité de ce principe. Plusieurs auteurs empiristes,, et matérialistes,, s'en sont par la suite revendiqués ou ont fondé sur lui leur réflexion philosophique.
L'adage est qualifié d'« axiome de la philosophie péripatétique » par le médecin Anthelme Richerand.